# Amurensin A
Amurensin A je oligostilben izolovan iz korena biljke Vitis amurensis. On je parcijalno oksidovani resveratrolni dimer sa C8-C8' vezom.